# Banquete de boda
Banquete de boda (Die Bluthochzeit en V. O.) es una comedia dramática germanobelga de 2005 dirigida y escrita por Dominique Deruddere y basada en el cómic: Lune de guerre de Jean Van Hamme y Hermann Huppen.

## Argumento
Después de celebrar la boda entre Mark y Sophie (Arne Lenk y Lisa Maria Potthoff) se trasladan a un restaurante de una aldea rural de Westfalia junto con sus respectivas familias para asistir al banquete nupcial. Entre ellos se encuentra Hermann Walzer (Armin Rohde), un hombre temperamental que después de mantener una discusión con el propietario del local (Uwe Ochsenknecht) opta por largarse sin pagar y obliga a su familia a irse con él a excepción de Mark, quien se avergüenza de la actitud de su padre.
Como respuesta, Franz, el propietario del restaurante, retiene a la nuera y a su mujer (Julia Schmidt) junto a varios comensales más. La tensión empieza a ir en aumento hasta el punto de adoptar posturas beligerantes a pesar de los intentos por parte de los recién casados y de la mujer de Hermann por apaciguar los ánimos.

## Reparto
- Armin Rohde es Hermann Walzer.
- Uwe Ochsenknecht es Franz Berger.
- Lisa Maria Potthoff es Sophie Halberstadt.
- Arne Lenk es Mark Walzer.
- Josef Heynert es Andy Walzer.
- Julia Schmidt es Yvonne Walzer.
- Imogen Kogge es Hannelore Walzer.
- Sandra Borgmann es Katrin Walzer.
- Steffi Kühnert es Irene Emmerich.
- Fabian Hinrichs es Alexander Halberstadt.
- Michaela Rosen es Susanne Halberstadt.
- Stefan Rudolf es Freddy.
- Marie-Luise Schramm es Isabell.
- Marlon Kittel es Arne.
- Nadeshda Brennicke es Marie Baumann.